# Keimzeit
Keimzeit ist eine deutsche Rockmusikgruppe. Sie wurde 1980 in Lütte bei Bad Belzig unter dem Namen Jogger gegründet. Ihr größter Hit ist Kling Klang.

## Bandgeschichte

### Die DDR-Jahre
Ende der 1970er Jahre traten die vier Geschwister Norbert, Hartmut, Roland und Marion Leisegang aus dem Ort Lütte bei Bad Belzig bei Familienfeiern und in Kneipen auf. 1980 formierten sie sich unter dem Namen Jogger zu einer Band, die 1982 in Keimzeit umbenannt wurde.
Norbert Leisegang wurde zum Frontmann. Seine deutschen Texte trugen stark zum Erfolg der Band bei. 1984 kam Ulrich „Ulle“ Sende als Lead-Gitarrist hinzu. Marion Leisegang verließ die Band 1985 vorübergehend wegen der Geburt ihres ersten Kindes. 1989, nach der Geburt des zweiten Kindes, stieg sie endgültig aus. In diesem Jahr wurde Matthias Opitz (Piano, Keyboard, Orgel) festes Bandmitglied.
In den 1980er Jahren erspielte sich die Gruppe auf tausenden Konzerten eine treue Fangemeinde, vor allem im heutigen Brandenburg. Konzerte mit mehr als fünf Stunden Spieldauer waren keine Seltenheit. Die Abende wurden – über den eigentlichen Auftritt hinaus – zu teilweise sehr alkohollastigen Partys. Die Auftritte wurden zudem meist abseits vom staatlich gelenkten Musikgeschäft der DDR organisiert, zum Beispiel in Dorfkneipen mit ihren Veranstaltungssälen. Ende der 1980er Jahre wurde der Band kurzzeitig die Spielerlaubnis durch die staatliche Künstlerorganisation entzogen. Die Titel Mama sag mir, warum und Frau aus Gold waren hier die Begründung. Stilistisch war die Musik der frühen Jahre typischer Bluesrock, der durch die teilweise sehr poetischen Texte seine spezielle Note erhielt. Zum Repertoire gehörten auch Klassiker der internationalen Blues- und Rockmusik.

### Die Wende-Zeit
Erst 1988 erhielt Keimzeit beim Rundfunk der DDR die Gelegenheit, Lieder professionell aufzunehmen. Seitdem wurden sie auch im Radio gespielt – vor allem beim Jugendradio „DT64“. Die Aufnahmen wurden jedoch erst 1990 als Debütalbum Irrenhaus bei Hansa Berlin veröffentlicht. Ralf Benschu (Saxophon, Flöte, Klarinette) wurde im selben Jahr festes Mitglied; seit 1986 war er bereits als Gastmusiker dabei.
Mit dem Titelstück des Albums gelang der Gruppe ein „Wendehit“: Textzeilen wie „Irre ins Irrenhaus, die Schlauen ins Parlament. Selber schuld daran, wer die Zeichen der Zeit nicht erkennt“ sprachen vielen DDR-Bürgern aus dem Herzen. Elf 99, die Jugendsendung des DDR-Fernsehens, produzierte zudem ein Video zum Titel Flugzeuge, das dessen metaphorische Wirkung in Bezug auf die Wendewirren noch unterstützte: Zur Textzeile „Eingepudert und abgestellt: der Chef“ sieht man beispielsweise ein achtlos in die Ecke gestelltes Bild Erich Honeckers. Darüber hinaus tourte die Formation weiter intensiv durch die (Noch-)DDR und trat mehrfach in Fernsehen und Radio auf.
Nebenberuflich war Günter Baaske, später als SPD-Politiker bekannt, von 1989 bis 1999 als Manager der Band tätig.

### 1991 bis 1996
1991 erschien bei Hansa/BMG das zweite Album Kapitel Elf, das stilistisch die Linie des Debütalbums weiter verfolgte. Im Februar 1993 verließ Matthias Opitz die Band und wurde von Andreas Sperling abgelöst. Im selben Jahr erschien das dritte Album Bunte Scherben (noch mit Opitz an den Tasteninstrumenten), auf dem die Band stilistische Ausflüge in südamerikanische Rhythmik unternahm. Auf diesem Album, das sich mehr als 100.000 Mal verkaufte, ist auch ihr bekanntestes Lied Kling Klang zu finden. Außerdem war die Band weiter ununterbrochen auf Tournee durch Ostdeutschland – und vermehrt wurden auch Auftrittsorte im Westen Deutschlands gefunden.
Seit 1991 spielt Keimzeit jedes Jahr „An der Alten Badeanstalt“ in Bützow.
Das vierte Album Primeln & Elefanten erschien 1995. Ein Jahr später veröffentlichte die Band eine Doppel-CD mit Live-Aufnahmen von sechs verschiedenen Konzerten unter dem Titel Nachtvorstellung. Die Aufnahmen wurden im Dezember 1995 und Januar 1996 gemacht. Produzent des Albums war der US-Amerikaner Tom Cunningham, gemischt wurde es von seinem Landsmann Dennis F. Moody. Nach absolvierter Tournee zum Live-Album und dem abschließenden Auftritt im Münchener Schlachthof am 3. November 1996 legte Keimzeit zum ersten Mal in der Bandgeschichte eine längere Konzertpause ein: Fast sechs Monate lang stand die Gruppe nicht gemeinsam auf einer Bühne. Der Grund war zunehmende Unzufriedenheit der Musiker mit der fehlenden musikalischen Weiterentwicklung.

### 1997 bis 2007
Das Jahr 1997 nutzte die Band für eine kreative Pause und die (zunächst ergebnislose) Suche nach einem geeigneten Produzenten für ihr fünftes Studioalbum. Anfang 1998 konnte man Franz Plasa gewinnen und gestaltete mit ihm Im elektromagnetischen Feld. Das Album stellt in der Diskographie der Band den Beginn einer neuen Epoche dar: Man verließ ganz bewusst die Pfade des „Müsli-Chanson-Rock-’n’-Roll“ (Norbert Leisegang) und ließ sich von Plasa im ICP-Studio Brüssel einen zeitgemäßen Rocksound verpassen. Durch den neuen Sound wurde die Band für ein jüngeres Publikum interessant, verlor jedoch viele Fans – besonders aus den Reihen der DDR-Bluesrock-Liebhaber und Ost-Nostalgiker – die bisher einen Großteil des Publikums ausgemacht hatten. Stilistisch ähnlich wurden die nachfolgenden Studioalben smart und gelassen warten (2000), 1000 Leute wie ich (2002) und Privates Kino (2005) produziert. Neben Plasa wurde auch Peter Schmidt als Produzent verpflichtet. Bereits 2003 hatte Ulrich Sende die Band verlassen – nicht zuletzt wegen des neuen Produktions- und Musikstils. Er wurde durch Rudi Feuerbach ersetzt. Auch die Bandmitgliedschaft von Ralf Benschu stand aus denselben Gründen häufig auf der Kippe. Fast alle Musiker verfolgen seit dieser Zeit auch Soloprojekte (siehe Hauptartikel zu den einzelnen Musikern). 2006 veröffentlichte Keimzeit das zweite Livealbum Mensch Meier. Hier kam erstmals Jürgen Block als Produzent zum Zuge. Das Album wurde während eines Doppelkonzertes in Schwerin aufgezeichnet.
2007 wurde das 25-jährige Bühnenjubiläum der Band mit einer Tournee durch Deutschland begangen. Im Juni und Juli 2007 fanden sechs Open-Air-Konzerte in den größeren Städten des Ostens statt. Am 20. Juni 2007 spielte Keimzeit mit sämtlichen ehemaligen Bandmitgliedern vor 5000 Zuschauern im Hof der Berliner Kulturbrauerei. Nach dem Tourabschlusskonzert im Freiberger Tivoli wurden für 2008 weder Konzerte noch Veröffentlichungen geplant.

### 2008
2008 übernahm Norbert Leisegang die Rolle des Gastsängers in einem Wilhelm-Busch-Programm. Im Oktober und November ging die Band dann nach Andalusien, um ein neues Album aufzunehmen. Zeitgleich gründete man ein eigenes Label mit angeschlossenem Verlag namens Comic-Helden. Mit Abschluss der Aufnahmen im spanischen Studio verließ Ralf Benschu die Band aufgrund musikalischer und persönlicher Differenzen.

### 2009 bis 2010
Auf dem Album Stabile Währung Liebe, das am 24. April 2009 erschien, befinden sich elf Lieder; einige zum Teil mit komplettem Bläsersatz und Mariachis. Am 29. April 2009 ging Keimzeit nach 14 Monaten Pause in Rostock wieder auf Tournee und spielte am 11. Juli 2009 beim Citadel Music Festival in Berlin. Am 6. August 2009 wurde erstmals eine Koggenfahrt während der Rostocker Hansesail organisiert. Hier spielte die Band auf der Kogge Wissemara live auf dem Achterdeck während einer Ausfahrt auf der Ostsee vor Warnemünde. Seitdem fährt die Band jedes Jahr im Rahmen der Hansesail auf der Wissemara. Die Tournee 2010 begann am 1. Januar 2010 mit einem Auftritt vor über 80.000 Besuchern bei Leuchtturm in Flammen in Warnemünde und wurde unter das Motto Land in Sicht gestellt. Am 19. November 2010 veröffentlichte die Band eine gleichnamige Werkschau in Form einer Doppel-CD sowie Neuauflagen aller Alben seit 2002 auf dem eigenen Label Comic Helden. 2010 spielte Keimzeit insgesamt über 50 Konzerte, darunter zwei in der Schweiz. In das Jahr 2010 fällt auch der Beginn der Zusammenarbeit mit dem Deutschen Filmorchester Babelsberg. Ursprünglich für ein gemeinsames Radiokonzert wurden die ersten Keimzeit-Titel für das Orchester arrangiert. Als Dirigent und Arrangeur fungierte Bernd Wefelmeyer.

### 2011 bis 2012
Für 2011 stand zunächst eine weitere Zusammenarbeit mit dem Deutschen Filmorchester Babelsberg auf dem Plan. Gemeinsame Konzerte wurden in Bad Belzig, Potsdam und Berlin gespielt. Für die Aufnahme eines neuen Studioalbums ging die Band abermals nach Motril in Spanien. Kurz nach der Rückkehr verließ Gitarrist Rudi Feuerbach aus persönlichen Gründen die Band. Am 27. April 2012 wurde dann das zehnte Studioalbum Kolumbus veröffentlicht. Den Gitarrenpart teilten sich 2012 Lars Kutschke und Martin Weigel. Nach Jazztrompeter Sebastian Piskorz wurde auch Martin Weigel festes Bandmitglied. Mit Beginn des Jahres 2012 läutete die Band das 30-jährige Bühnenjubiläum mit über 50 Konzerten ein. Im Juni 2012 wurde im norwegischen Ålesund ein akustisches Album aufgenommen, dessen Veröffentlichung für 2013 anstand.

### 2013 bis 2014
Anfang des Jahres 2013 trennten sich die Wege von Roland Leisegang und Keimzeit. Für die Tournee wurde Krishan Zeigner aus Dresden verpflichtet und seit Anfang 2014 ist Lin Dittmann aus Erfurt am Schlagzeug aktiv. Am 4. Januar 2013 wurde das erste Keimzeit-Akustik-Album mit dem Titel Midtsommer veröffentlicht. So standen die Keimzeit-Konzerte 2013 unter dem Motto Kolumbus Insel, überwiegend wurde jedoch in akustischer Besetzung (u. a. mit Geigerin Gabriele Kienast) gespielt. Zwischen Oktober und Dezember 2013 wurden dann weitere Aufnahmen mit dem Deutschen Filmorchester Babelsberg realisiert und unter Produzent Jürgen Block entstand ein Album mit dem Titel Zusammen. Dieses wurde dann am 25. April 2014 veröffentlicht und im Sommer und Herbst 2014 fanden einige gemeinsame Auftritte mit dem Deutschen Filmorchester Babelsberg statt. Im Herbst 2014 übernahm Andreas Sperling die Rolle des Produzenten und Keimzeit nahm ein neues Album auf. Gleichzeitig stand die Band erstmals in Gera im Theater während eines Ballettstückes mit dem Namen KeimZeit auf der Bühne. In einem knapp zweistündigen Programm interpretiert die Band 28 Titel aus allen bisher veröffentlichten Alben.

### 2015 bis 2016
Im Januar ging die Band abermals für eine Ballettaufführung nach Gera. Am 6. März wurde das Album Auf einem Esel ins All veröffentlicht. Eine Woche nach Verkaufsstart stieg das Album auf Platz 97 in die deutschen Albumcharts ein. Im Laufe der beiden Jahre gab die Band mehr als 100 Konzerte. Das Keimzeit Akustik Quintett fuhr im Oktober 2016 nach Malta und nahm dort ein Album mit dem Namen Albertine auf. Mit den traditionellen Weihnachtskonzerten in Berlin, Jena und Freiberg beendete die Band eine zweijährige Tournee zum Album Auf einem Esel ins All.

### 2017 bis 2019
Hauptaugenmerk lag 2017 auf dem 35-jährigen Bühnenjubiläum der Band. Parallel veröffentlichte das Keimzeit Akustik Quintett ein zweites Studioalbum mit dem Titel Albertine. Dieses kam am 7. April 2017 auf den Markt. Am 23. März 2018 wurde das erste Album aus 1990 Irrenhaus wiederveröffentlicht. Ergänzt um vier Titel aus Livekonzerten wurde dieses Album die Grundlage der gesamten Tournee 2018. Im Mai 2018 ging die Band dann mit Produzent Moses Schneider in die Candy Bomber Studios nach Berlin-Tempelhof, um ein neues Album aufzunehmen.
Keimzeit veröffentlichte am 1. Februar 2019 ein neues Studioalbum mit dem Titel Das Schloss. Im Rahmen der Veröffentlichung gab die Band zwischen dem 1. und 9. Februar insgesamt sieben Konzerte. In der ersten Woche erreichte Das Schloss Platz 89 der deutschen Albumcharts. Im Laufe des Jahres wurden über 50 Konzerte gespielt. Zum Ende des Jahres verließ Gitarrist Martin Weigel die Band auf eigenen Wunsch hin. Lars Kutschke übernahm ab Anfang 2020 den Gitarrenpart.

### Seit 2020
Für 2020 waren Anfang März bereits 55 Termine geplant, wovon mit 2 Auftritten in Schöningen und Sondershausen erst zwei absolviert waren. Kurz vor Konzert Nummer 3 und 4 begannen in der 11. Kalenderwoche 2020 die drastischen Einschränkungen im Konzert- und Tourneebetrieb durch die COVID-19-Pandemie. Keimzeit konnte dann erstmals nach Beginn der Einschränkungen am 4. September 2020 in Burg bei Magdeburg live auftreten. Im Anschluss daran folgte ein gemeinsames Konzert mit dem Deutschen Filmorchester Babelsberg im Potsdamer Nikolaisaal am 5. September 2020. Ein Engagement beim Ostritzer Friedensfest am 26. September sowie einen Auftritt beim ZDF-Fernsehgarten in Mainz am 4. Oktober wurden durch Absagen anderer Termine erst möglich. Für 2021 war die Aufnahme und Produktion eines neuen Studioalbums geplant. 2022 wurde Kein Fiasko veröffentlicht.

## Diskografie

### Alben
- 1990: Irrenhaus
- 1991: Kapitel Elf
- 1993: Bunte Scherben
- 1995: Primeln & Elefanten
- 1996: Nachtvorstellung Live (2 CD) (1999 als zwei einzelne CDs erneut veröffentlicht: Nachtvorstellung – die Hits live, Vol 1 und Nachtvorstellung – die Hits live, Vol 2)
- 1998: Im elektromagnetischen Feld
- 2000: Smart und gelassen warten
- 2002: Das Beste bis jetzt
- 2002: 1000 Leute wie ich
- 2003: Das Weihnachtsfest der Rockmusik (Splitalbum mit City)
- 2004: Privates Kino
- 2006: Mensch Meier – Live
- 2009: Stabile Währung Liebe
- 2010: Land in Sicht – Werkschau (2 CD)
- 2012: Kolumbus
- 2013: Midtsommer, Keimzeit Akustik Quintett
- 2014: Zusammen, Keimzeit & Deutsches Filmorchester Babelsberg
- 2015: Auf einem Esel ins All
- 2017: Albertine, Keimzeit Akustik Quintett
- 2018: Irrenhaus (Neuveröffentlichung)
- 2019: Das Schloss
- 2022: Kein Fiasko
- 2022: Von Singapur nach Feuerland – Songs aus vier Jahrzehnten
- 2023: Schon Gar Nicht Proust, Keimzeit Akustik Quintett

## Film
- Im DEFA-Spielfilm Banale Tage (1992) von Peter Welz tritt Keimzeit als Bluesband auf.